# Pearsonia uniflora
Pearsonia uniflora là một loài thực vật có hoa trong họ Đậu. Loài này được (Kensit) Polhill miêu tả khoa học đầu tiên.